# Johnathan Carlos Pereira
Johnathan Carlos Pereira, meglio noto come Johnathan (Goiânia, 4 aprile 1995), è un calciatore brasiliano, difensore del CSKA 1948 Sofia.

## Carriera
Cresciuto nel settore giovanile del Goiás, ha esordito in prima squadra il 20 marzo 2016 disputando l'incontro del Campionato Goiano vinto 1-3 contro l'Anápolis. Nel 2017, viene girato in prestito al Tupi per l'intera stagione. Il 13 febbraio 2018, si trasferisce in Europa agli ucraini dello Stal' Kam"jans'ke, con cui gioca 13 partite nella massima serie locale. Il 20 agosto 2018, viene acquistato dal Botev Plovdiv, formazione della massima serie bulgara. Dopo tre annate in cui colleziona 61 presenze e 2 reti in campionato, il 1º luglio 2021 viene svincolato dal club.

## Statistiche

### Presenze e reti nei club
Statistiche aggiornate al 10 luglio 2022.
| Stagione        | Squadra           | Campionato      | Campionato | Campionato | Coppe nazionali | Coppe nazionali | Coppe nazionali | Coppe continentali | Coppe continentali | Coppe continentali | Altre coppe | Altre coppe | Altre coppe | Totale | Totale |
| Stagione        | Squadra           | Comp            | Pres       | Reti       | Comp            | Pres            | Reti            | Comp               | Pres               | Reti               | Comp        | Pres        | Reti        | Pres   | Reti   |
| --------------- | ----------------- | --------------- | ---------- | ---------- | --------------- | --------------- | --------------- | ------------------ | ------------------ | ------------------ | ----------- | ----------- | ----------- | ------ | ------ |
| 2016            | Goiás             | PD/GO+B         | 6+14       | 0          | CB              | 2               | 0               |                    | -                  | -                  |             | -           | -           | 22     | 0      |
| 2017            | Tupi              | M1/MG+C         | 3+7        | 0          |                 | -               | -               |                    | -                  | -                  |             | -           | -           | 10     | 0      |
| feb.-giu. 2018  | Stal' Kam"jans'ke | PL              | 10+3       | 1+0        | CU              | -               | -               |                    | -                  | -                  |             | -           | -           | 13     | 1      |
| 2018-2019       | Botev Plovdiv     | 1L              | 16+5       | 0          | CB              | 4               | 0               |                    | -                  | -                  |             | -           | -           | 25     | 0      |
| 2019-2020       | Botev Plovdiv     | 1L              | 16+6       | 0          | CB              | 5               | 0               |                    | -                  | -                  |             | -           | -           | 27     | 0      |
| 2020-2021       | Botev Plovdiv     | 1L              | 14+4       | 2+0        | CB              | 1               | 0               |                    | -                  | -                  |             | -           | -           | 19     | 2      |
| 2021-2022       | Beroe             | 1L              | 13+6       | 2+0        | CB              | 1               | 0               |                    | -                  | -                  |             | -           | -           | 20     | 2      |
| 2022-2023       | CSKA 1948 Sofia   | 1L              | 1          | 0          | CB              | 0               | 0               |                    | -                  | -                  |             | -           | -           | 1      | 0      |
| Totale carriera | Totale carriera   | Totale carriera | 124        | 5          |                 | 13              | 0               |                    | -                  | -                  |             | -           | -           | 137    | 5      |

## Palmarès

### Club

#### Competizioni statali
- Campionato Goiano: 1

Goiás: 2016